# Simon Pál (miniszter)
Simon Pál (Miskolc, 1929. február 17. – ?, 2021. február 6.) magyar vegyészmérnök, hadmérnök, politikus, miniszter, a kémiai tudományok kandidátusa (1959).

## Életpályája

### A kezdetek
1952-ben szerzett vegyészmérnöki oklevelet a Budapesti Műszaki Egyetemen. 1952 és 1955 között hadmérnök volt a Honvédelmi Minisztériumban. 1955 és 1959 között Moszkvában, a Könnyűipari Technológiai intézetben folytatta tanulmányait. 1959-ben szerezte meg a  kémiai tudományok kandidátusa címet.

### Vállalatvezetőként
1959 és 1962 között a Magyar Ásványolaj- és Földgázkísérleti Intézet tudományos munkatársaként, majd igazgatóhelyetteseként dolgozott. 1962 és 1973 között a Dunai Kőolajipari Vállalat igazgatója, majd 1973 és 1974 között az Országos Kőolaj- és Gázipari Tröszt vezérigazgatója volt.

### Politikusként
1947 óta volt párttag. 
1974. októberétől 1975. júliusáig nehézipari miniszterhelyettes, majd 1975 júliusa és 1980. decembere között ő volt a nehézipari miniszter. Ebben az időszakban a KGST kőolaj- és gázipari bizottságának a tagja volt. 
1981 és 1985 között belgrádi nagykövet volt. Ezután – 1991-es nyugdíjazásáig – a Prodinform Műszaki Tanácsadó Vállalat vezérigazgatójaként dolgozott.

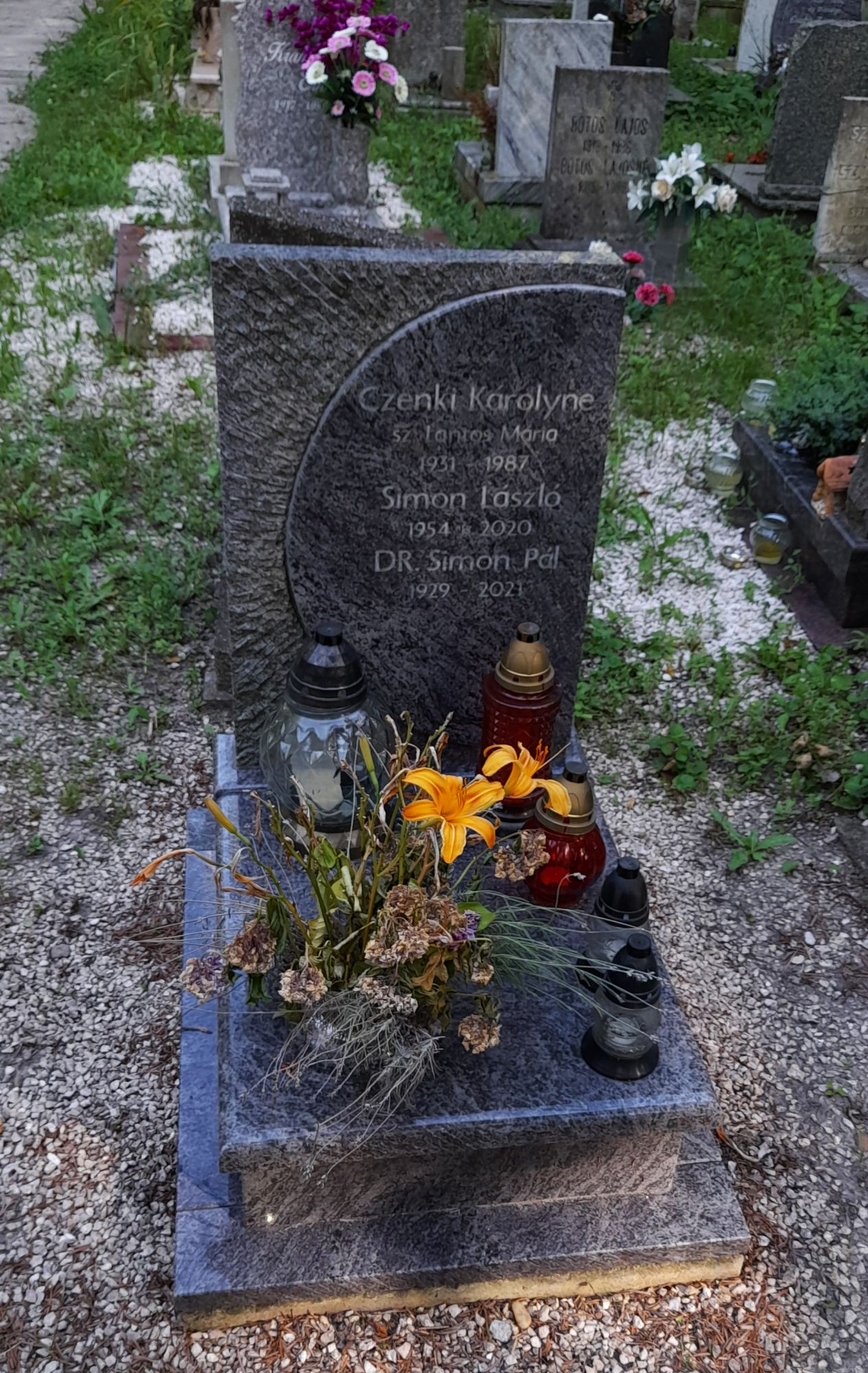
Sírja a Megyeri temetőben (62-05. parcella)

## Díjai, elismerései
- A veszprémi Vegyipari Egyetem címzetes docense[2]